# Duo sunt
Duo Sunt do incipit em latim ("Há Dois") é uma epístola do Papa Gelásio I promulgada em 494, ao imperador Anastácio I Dicoro (r. 491–518) sobre a relação e as respectivas competências do poder temporal e do poder espiritual, mais especificamente sobre o múnus e a função do Papa e do Imperador Bizantino.

## Conteúdo da epístola
| “ | "Há dois poderes, Augusto imperador, através dos quais se governa o mundo: a autoridade sagrada dos Pontífices e o poder real. Destes dois, é mais grave o peso dos sacerdotes, pois estes deverão prestar contas na ocasião do julgamento divino, inclusive pelos próprios reis da humanidade. Na verdade, tu sabes, filho clementíssimo, que em razão de tua dignidade, és o primeiro de todos os homens e o Imperador do mundo; todavia sê submisso aos representantes da religião e suplica-lhes o que é indispensável para a tua salvação. Com efeito, no que se refere à administração dos sacramentos e à disposição das coisas sagradas, reconhece que deves submeter-te à sua orientação e não seres tu quem deva governá-lo, e assim nas coisas da religião deves submeter-te ao seu julgamento e não querer que eles se submetam ao teu. Ora, no tocante ao governo da administração pública, os próprios sacerdotes, cientes de que o poder te foi conferido pela vontade divina, obedecem às tuas leis, pois no que se refere às coisas do mundo, não lhes agrada seguir orientação diferente. Tanto mais, por acaso, não se deve prestar obediência à cabeça da Sé Apostólica, a quem a mesma divindade quis que todos os sacerdotes lhes fossem submissos e a veneração da Igreja sempre honrou como tal? Como tua piedade sabe, nada pode colocar-se, graças a recursos puramente humanos, acima da posição daquele a quem o chamado de Cristo preferiu a todos os outros e a quem a Igreja reconheceu e venerou sempre com o seu primado." | ” |

## Princípio dualista da Igreja e do Estado
O Papa lembra que os imperadores pagãos haviam posto sobre suas cabeças, ao mesmo tempo, a coroa dos Césares e a faixa dos Pontífices e, como conhecedor da fraqueza humana, pretendeu equilibrar numa ordem prudente as diversas autoridades. Com esse objetivo, Gelásio I discriminou as funções e deveres de cada uma dessas forças, atribuindo a cada qual o seu papel próprio e a sua dignidade específica. Desde o advento de Cristo, nenhum imperador podia mais ostentar o título de Pontífice, nem Pontífice algum reivindicar a púrpura real; mas os imperadores deviam dirigir-se aos Pontífices, quando estivesse em jogo a vida eterna, e cumpria aos Pontífices recorrer aos imperadores no tocante a assuntos da vida temporal. Cada qual se instalaria nos limites de seu respectivo domínio e nenhum dos dois pensaria em anular o outro.

Na epístola Gelásio descreve que o mundo seria governado por dois poderes distintos e diferentes, divinamente instituídos, cada um independente em suas próprias esferas, e igualmente necessários para o funcionamento da sociedade. A autoridade sagrada dos Pontífices (auctoritas sacrata pontificum) e o poder dos reis (regalis potestas). Embora na atualidade, auctoritas e potestas sejam sinônimos, no Direito Romano, auctoritas é considerada o poder supremo, superior e indivisível e a potestas era apenas uma fração do poder, considerado inferior. Assim embora Gelásio admita que o poder espiritual é superior ao temporal, que é um consenso universal entre todos os teólogos; isso não implicaria qualquer subordinação ou privilégios ao poder espiritual.
Assim o Papa respeita a autoridade e o poder do Imperador e dos governantes seculares, mas também exige o mesmo. Dessa maneira em assuntos temporais e seculares, o bispo é subordinado ao príncipe, no entanto em assuntos espirituais e religiosos, o príncipe devia subordinar-se ao bispo. As definições do papa Gelásio foram baseadas nas obras de Santo Agostinho, Santo Ambrósio e São João Crisóstomo.

## Contexto sociopolítico da Europa
Em 494 o imperador Anastácio I Dicoro enviou a Itália os embaixadores Fausto e Ireneu, para discutir questões públicas com o rei Teodorico, o Grande, então soberano da Itália. Esses funcionários receberam ordens do imperador para não se encontrar com o Papa Gelásio, devido aos conflitos entre eles, como o cisma acaciano e o monofisismo. Gelásio acabou descobrindo as ordens do imperador e demonstrou seu descontentamento com os embaixadores pela sua atitude de indiferença. Quando eles voltaram a Constantinopla, informaram Anastácio dos problemas com o Papa.
Quando retornaram a Itália, disseram a Gelásio que o imperador agiu dessa forma porque o Papa não lhe informou sua eleição. Gelásio considerou os argumentos do imperador um abuso e uma demonstração de cesaropapismo, e se defendeu, escrevendo a epístola, na qual, descreve e distingue as responsabilidades e a atuação da Igreja e do Estado, que ainda não haviam sido oficialmente declaradas pela Igreja.